# Conis
|  | No s'ha de confondre amb Iconis. |

Els conis o cinetes (en llatí Conii, Cunei o Cynetes) eren un poble del sud de Lusitània.
La seva capital es deia Conistorgis o Conistorsis. Probablement era el mateix poble esmentat per Heròdot amb el nom de kunesioi, del que diu que era el poble més occidental de la Terra. Els romans van anomenar Cuneus al seu territori.